# Bergstraße 8 (Benthe)

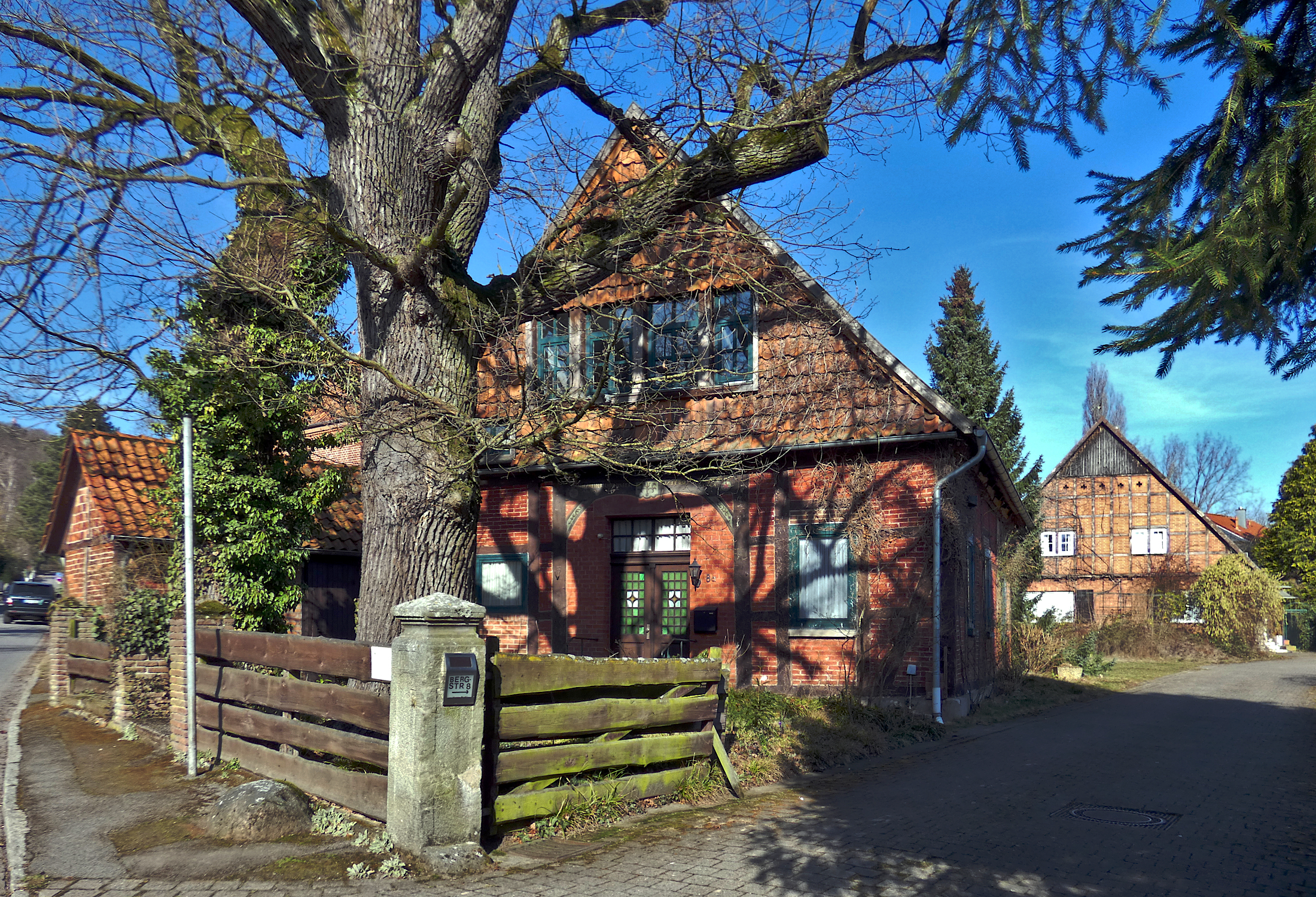
Blick auf das Altenteilerhaus mit alter Eiche und einem der beiden Torpfosten; im Hintergrund das Hauptgebäude der Hofanlage

Unter der Adresse Bergstraße 8 und 8a in Benthe, einem Ortsteil von Ronnenberg in der Region Hannover, findet sich der Rest eines größeren, heute denkmalgeschützten ehemaligen Bauernhofes. Die Hofanlage mit dem ehemaligen Altenteilerhaus, den die Hofeinfahrt flankierenden Torpfeilern, dem alten Baumbestand und der zum Ensemble zählenden Hoffläche stellen eines der letzten erhaltenen Zeugnisse für die dörfliche Struktur des Ortes dar. Die kulturgeschichtlich bedeutende Gruppe wirkt zudem städtebaulich prägend auf das Straßenbild Benthes.
Die Eigentümer der ursprünglich Hof 2 genannten Anlage, die Familie Schmedes, lassen sich bis in die Zeit des Dreißigjährigen Krieges um die Mitte des 17. Jahrhunderts zurückverfolgen.

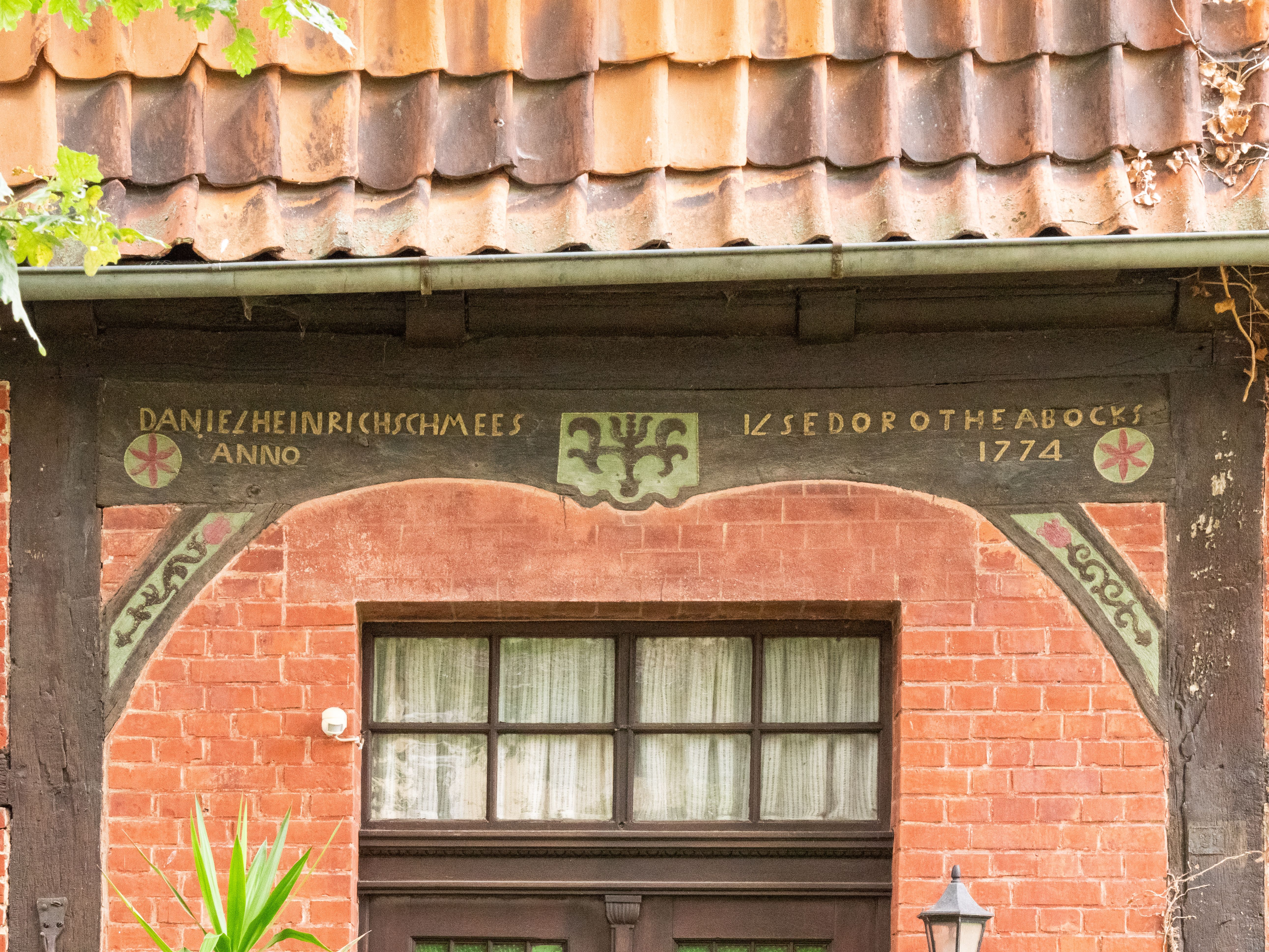
1774 datierte Inschrift für „Daniel Heinrich Schmees“ und „Ilse Dorothea Bocks“ im Dielentor des Altenteilers

Unter den Bauherren findet sich beispielsweise der zur Zeit des Kurfürstentums Braunschweig-Lüneburg tätige Altarist und Leibzüchter Daniel Heinrich Schmedes (1714–1790) und dessen Ehefrau Ilse Dorothea Bock (um 1721–1786), deren Inschriften sich als „Daniel Heinrich Schmees“ und „Ilse Dorothea Bocks“ im Tor zur Diele des Altenteilerhauses finden. Das Haus stellt sich als kleiner einstöckiger Bau aus Fachwerk unter einem Satteldach dar. Dem Gebäude wurde zur Nutzung als Wohn- und Wirtschaftsgebäude später ein kleiner, ursprünglich mit einer Mittellängsdiele versehener Stall angebaut, dessen westliche Traufseite massiv aus Backstein gemauert wurde.

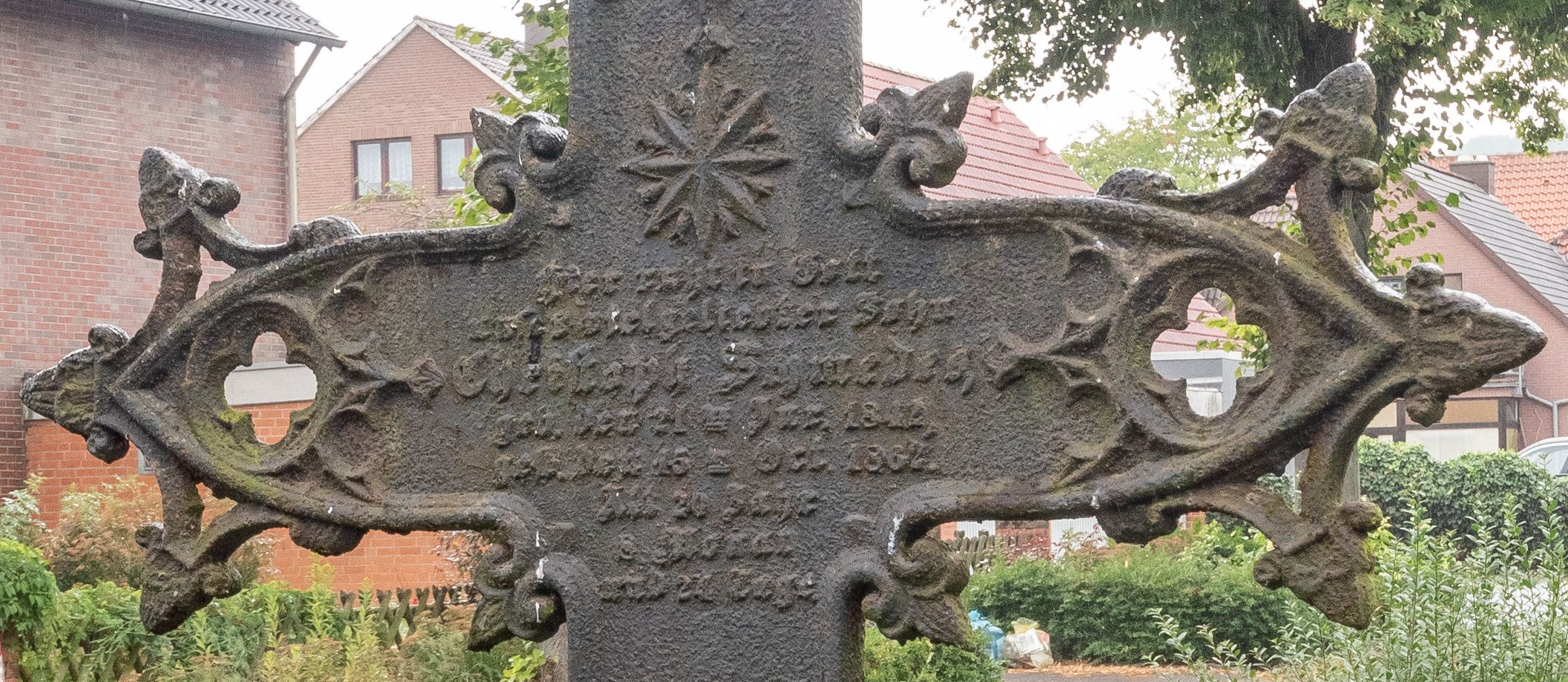
Inschrift auf dem Grabkreuz für Christoph Schmedes (1842–1862)

Zur Zeit des Königreichs Hannover lässt sich durch die Legende auf einer von dem Geometer H. Hinckeldeyn im Jahr 1837 gezeichneten Karte der Gemeinde Benthe im Amt Wennigsen unter anderem der Vollmeier Friedrich Schmedes als Besitzer der Hofanlage nachweisen. In dessen Lebenszeit fällt das heute ebenfalls denkmalgeschützte Grabkreuz für seinen jung verstorbenen Sohn Christoph Schmedes auf dem Benther Friedhof.

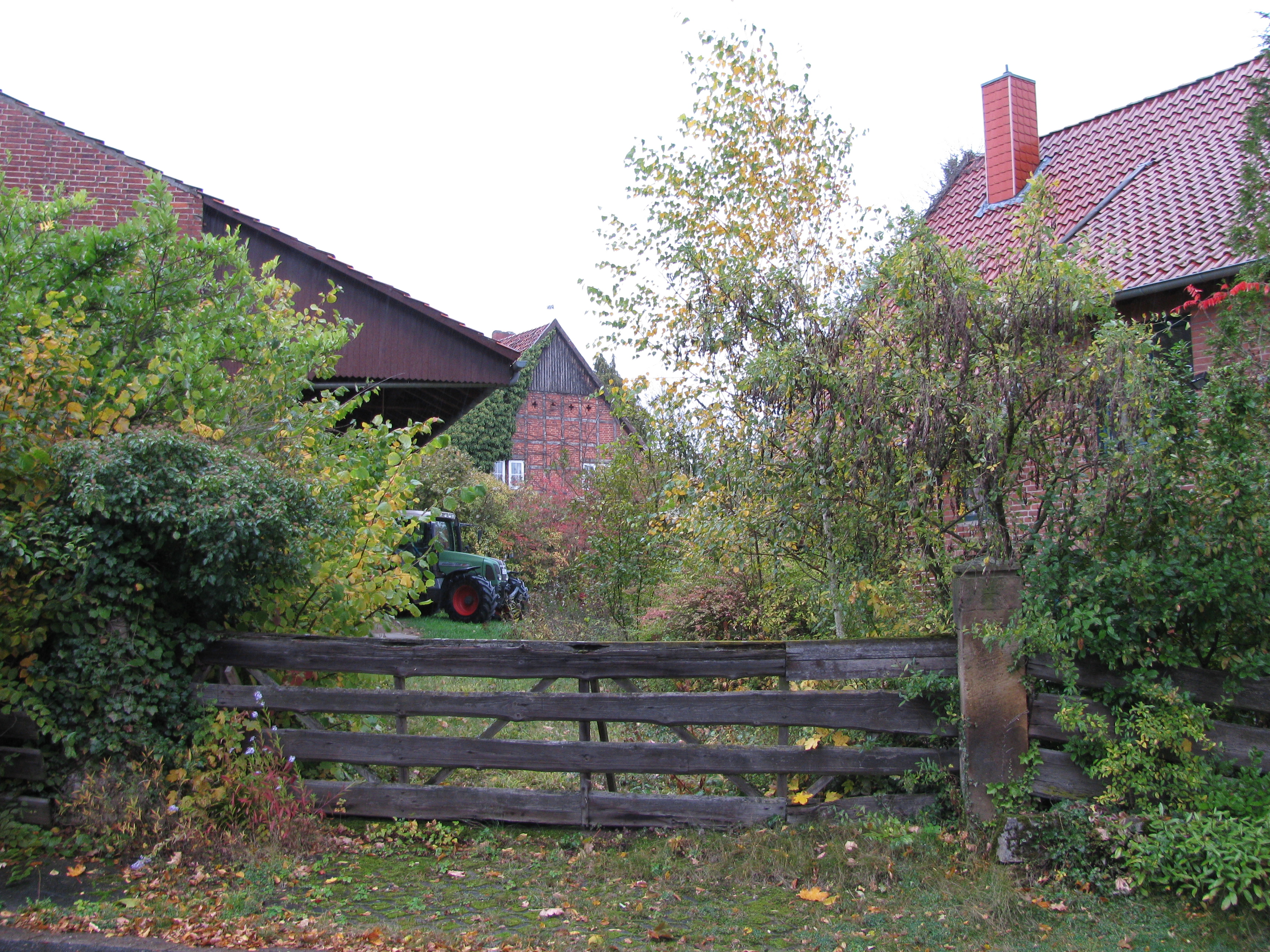
Ein Trecker auf dem Hof zur landwirtschaftlichen Nutzung

Die beiden Sandsteinpfeiler seitlich der Zufahrt von der Bergstraße vermitteln das räumliche Gefüge der ehemaligen Hofanlage und stammen ausweislich ihrer Inschriften aus den Jahren 1852 und 1887.
Ein ähnliches, nach einem Brand 1824 neu erbautes und im Besitz der Benther Familie Schmedes, zugleich Nachkommen der dort seit 1740 wohnenden Familie Volker, fand sich noch im März 2025 in der nahegelegenen Straße Am Steinweg. Dieser historische, jedoch nicht unter Denkmalschutz stehende Familienbesitz soll wegen Baufälligkeit Mitte 2025 fast vollständig abgerissen werden, um auf dem 3200 Quadratmeter großen Grundstück drei Mehrfamilienhäuser mit insgesamt 22 Wohnungen und einer kleinen Gewerbeeinheit zu errichten. Lediglich der historische Torbogen von 1824 mit den Inschriften für Christoph Volker und Engel Dorothea Volkern soll erhalten bleiben, ebenso wie die alte Eiche auf dem Areal.